# Death on the Diamond
Death on the Diamond is een Amerikaanse speelfilm uit 1934, geregisseerd door Edward Sedgwick. De film is gebaseerd op de roman Death on the Diamond: A Baseball Mystery Story (1934) van Cortland Fitzsimmons.

## Rolverdeling
| Acteur            | Personage                             |
| ----------------- | ------------------------------------- |
| Robert Young      | Larry Kelly                           |
| Madge Evans       | Frances Clark                         |
| Nat Pendleton     | Larry "Truck" Hogan                   |
| Ted Healy         | Terry "Crawfish" O'Toole              |
| C. Henry Gordon   | Joseph Karnes                         |
| Paul Kelly        | Jimmie Downey                         |
| David Landau      | Pop Clark                             |
| DeWitt Jennings   | Mr. Patterson                         |
| Edward Brophy     | Police Sgt. Grogan                    |
| Willard Robertson | Police Lt. Luke Cato                  |
| Mickey Rooney     | Mickey                                |
| Robert Livingston | Frank "Higgie" Higgins                |
| Joe Sawyer        | Duncan "Dunk" Spencer (as Joe Sauers) |